# Шейк Салах Сіссе
Шейк Салах Сіссе (фр. Cheick Sallah Cissé, нар. 19 вересня 1993, Буаке, Кот-д'Івуар) — івуарійський тхеквондист, олімпійський чемпіон 2016 року. Перший і єдиний в історії Кот-д'Івуару олімпійський чемпіон.

## Виступи на Олімпіадах
| Олімпіада           | Дисципліна  | Місце |
| ------------------- | ----------- | ----- |
| Ріо-де-Жанейро 2016 | до 80 кг    | 1     |
| Токіо 2020          | до 80 кг    | 9     |
| Париж 2024          | понад 80 кг | 3     |